# Smart Hashtag 1
Ne doit pas être confondu avec SMART-1.
La Smart #1 (prononcé Hashtag-One, en chinois : Smart 精灵#1 ; pinyin : Smart Jīnglíng #1) est un crossover urbain électrique produit par le constructeur automobile sino-allemand Smart Automobile à partir de 2022. Il s'agit de la première Smart produite en Chine.

## Présentation
La Smart #1 est présentée le 7 avril 2022 à Berlin, en Allemagne. Elle est produite en Chine par la nouvelle joint-venture Smart Automobile Co Ltd. propriétaire à 50 % entre le constructeur allemand Mercedes-Benz et le chinois Zhejiang Geely Holding Group.
Les précommandes de la #1 sont ouvertes en septembre 2022, avant le début des livraisons en décembre 2022. Le véhicule a été lancé en Chine en juin 2022.
Un dérivé coupé de la #1, baptisé #3, est lancé en 2023. Il se démarque du crossover initial par son toit en partie incliné, et sa longueur portée à 4,44 m.

## Caractéristiques techniques
L'#1 repose sur la nouvelle plateforme technique SEA (Sustainable Electric Architecture) spécifique aux modèle électriques du Groupe Geely dont font partie Volvo, Lotus, Lynk & Co, et que l'on retrouve notamment sur la Lynk & Co Zero EV et la Volvo EX30. Elle comprend un système de 800 V et peut supporter jusqu'à trois moteurs électriques.
La #1 est la première Smart à proposer cinq places et elle est la plus longue Smart jamais produite, avec 4,27 m de long. Elle dispose notamment du branchement sur des bornes de recharge rapide, des mises à jour à distance ou encore d'aides à la conduite récentes.
À l'extérieur, elle est dotée de poignées de portes escamotables qui sortent automatiquement dès l'approche du véhicule avec la clé, et les portes sont dépourvues d'encadrement de vitre. 
Le Cx de la #1 est de 0,29. Pour atteindre ce score, le SUV dispose notamment de volets de calandre actifs. Il est aussi équipé d'un système de contrôle de la température des accumulateurs. Ceux-ci adaptent en permanence les conditions de fonctionnement des cellules. Il est également possible de préchauffer la batterie.
La combiné d'instrumentation est constitué d'un écran de 9,2 pouces tandis que l'habitacle reçoit un écran tactile flottant de 12,8 pouces pour l'info-divertissement. La banquette arrière coulisse sur 13 cm et varie la capacité du coffre de 323 à 411 litres. 15 litres supplémentaires sont disponibles sous le capot avant.

### Design
Ce modèle inaugure une nouvelle identité stylistique chez Smart. Le design a été conçu par Mercedes-Benz, contrairement aux éléments techniques de la #1 (dont sa plate-forme) qui ont été conçus par Geely.
Par rapport au concept car, le modèle de série reçoit des poignées de porte affleurantes, ainsi que des phares (disposant de la technologie matricielle) et rétroviseurs agrandis. Il est notamment doté d'un pavillon flottant et de protections en plastique. Contrairement au concept, la #1 de série ne propose pas de portes arrière à ouverture antagoniste. Les formes générales de la #1 sont arrondies.

### Motorisations
La motorisation est constituée d'un moteur électrique de 200 kW (272 ch) et 343 N m de couple, positionné sur l'essieu arrière, en faisant une propulsion.
Smart #1 Brabus
La version préparée par Brabus est présentée au salon de l'automobile de Chengdu. Elle dispose du même moteur arrière que la version standard et ajoute un moteur électrique de 115 kW (156 ch) sur l'essieu avant pour une puissance cumulée de 337 kW (458 ch) et 543 N m de couple.

### Batterie
La #1 dispose d'une batterie lithium-ion d'une capacité de 66 kWh lui autorisant une autonomie de 420 km.
| Logo de Smart                        | Caractéristiques techniques    | Caractéristiques techniques    |
| Logo de Smart                        | Smart #1                       | Smart #1 Brabus                |
| ------------------------------------ | ------------------------------ | ------------------------------ |
| Type de moteur                       | Synchrone à aimants permanents | Synchrone à aimants permanents |
| Puissance moteur (kW)                | avant : 200                    | avant : 200 arrière : 115      |
| Puissance maximale (ch)              | 272                            | 428                            |
| Couple maximal (N m)                 | 343                            | 543                            |
| Transmission                         | Propulsion                     | Intégrale                      |
| Vitesse maximale (km/h)              | 180                            | 180                            |
| 0-100 km/h (s)                       | 6,7                            | 3,9                            |
| Masse à vide (kg)                    |                                |                                |
| Batterie                             |                                |                                |
| Type                                 | Lithium-Fer-Phosphate (LFP)    | Nickel-Manganèse-Cobalt (NMC)  |
| Capacité brute (kWh)                 | 51                             | 69                             |
| Capacité nette (kWh)                 | 49                             |                                |
| Autonomie mixte (km)                 | 310                            |                                |
| Consommation (kWh/100 km)            |                                |                                |
| Poids (kg)                           |                                |                                |
| Puissance maximale de charge         |                                |                                |
| en courant alternatif monophasé (kW) |                                |                                |
| en courant alternatif triphasé (kW)  |                                |                                |
| en courant continu (kW)              | 130                            |                                |
| Temps de recharge                    |                                |                                |
| sur une prise domestique (AC)        |                                |                                |
| sur une Wallbox 11 kW (AC)           |                                |                                |
| sur une borne rapide 130 kW (DC)     | 30 minutes                     |                                |

## Finitions

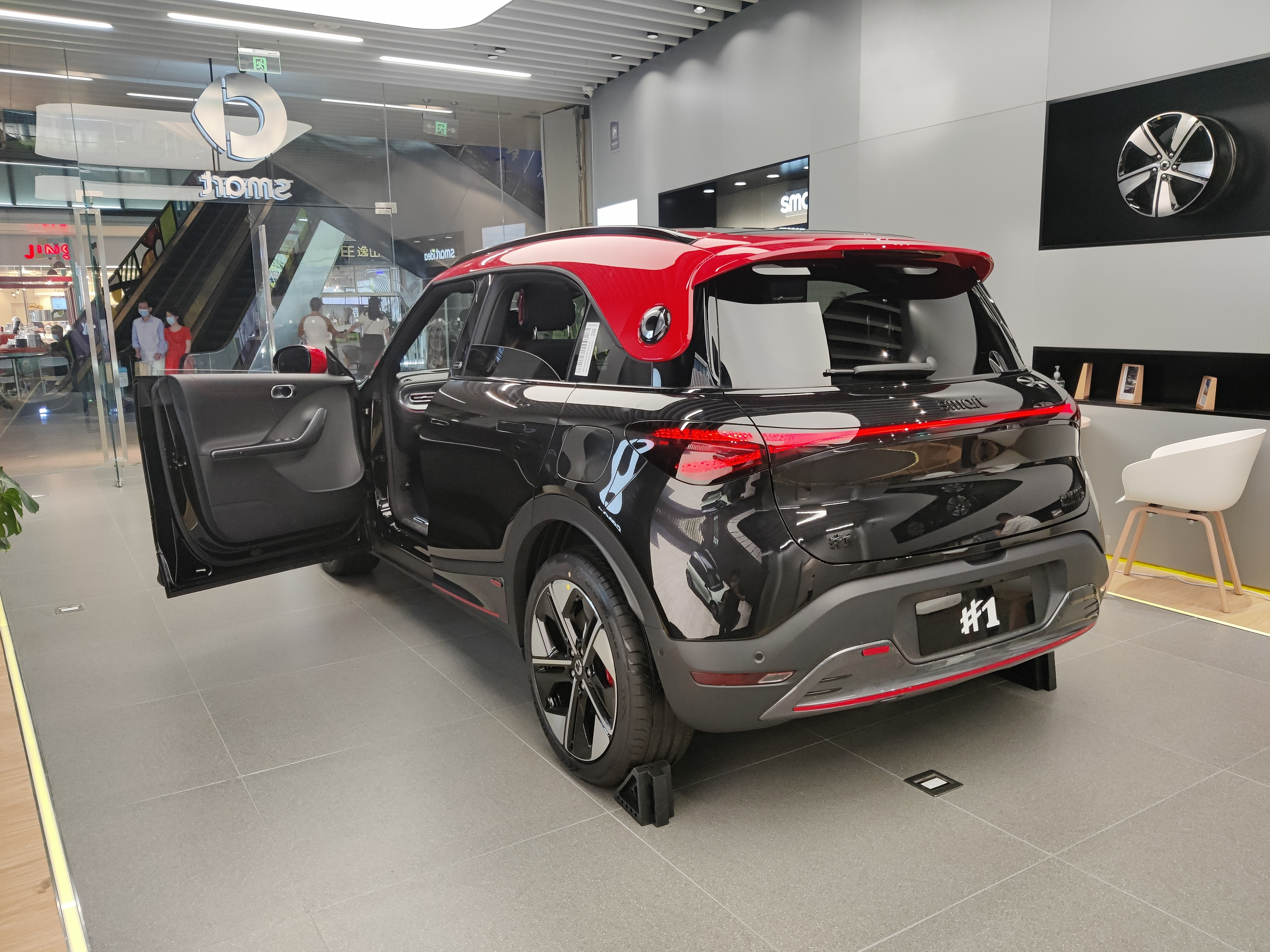
Smart #1 Brabus

- Pure
- Pro
- Pure+
- Pro+[20]
- Premium
- Pulse
- Brabus

### Série limitée

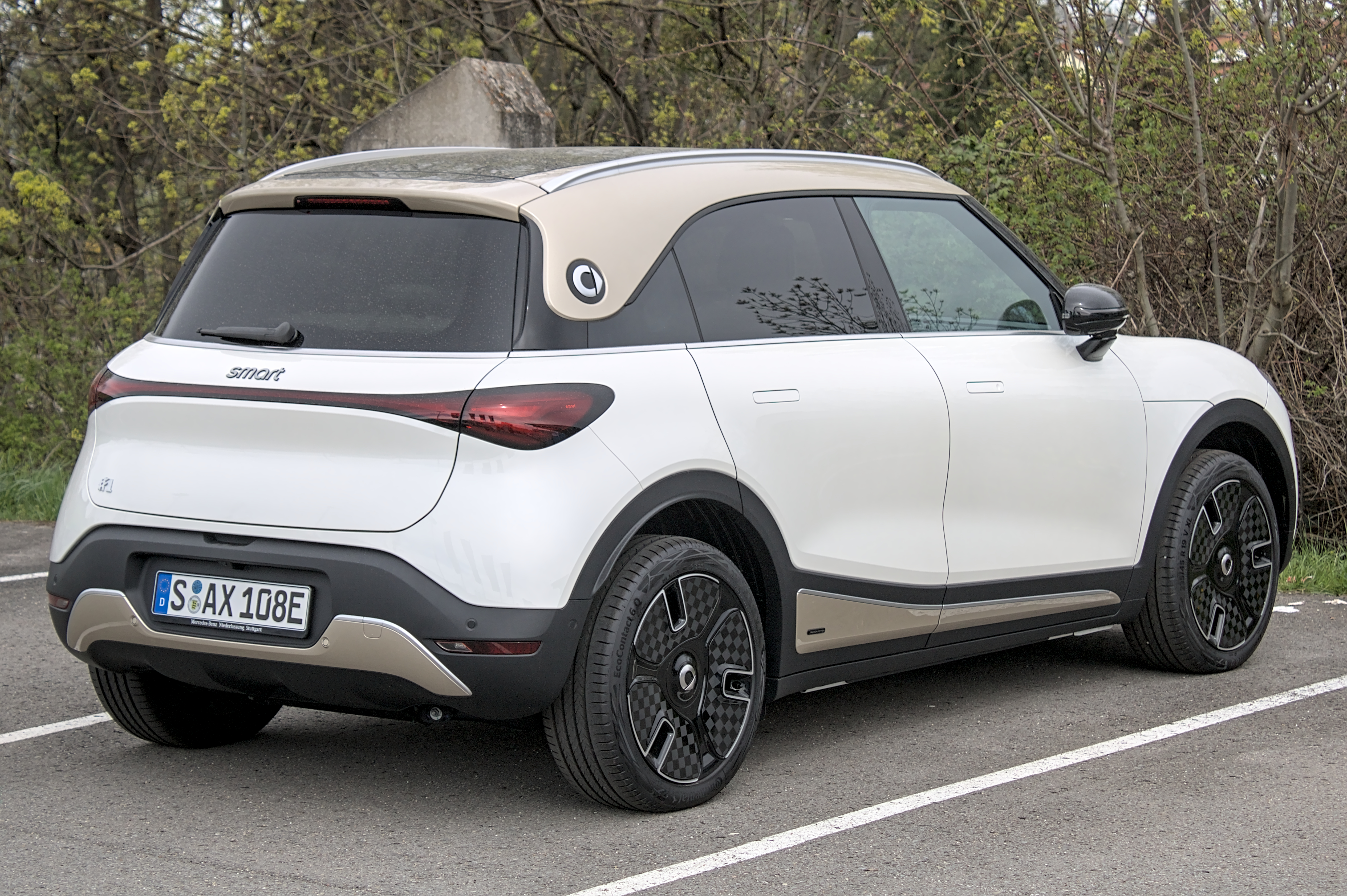
Launch Edition

- Launch Edition, limitée à 1 000 exemplaires la première année de lancement (2023)[10] en Europe, dont 100 pour la France.

## Concept car
La Smart #1 est préfigurée par le concept-car Smart Concept #1 présenté au salon de Munich 2021.
La Concept #1 est dotée de portes arrière antagonistes, d'un toit en verre, d'un écran tactile 3D autonome de 12,8 pouces et de jantes de 21 pouces.
Le plancher est plat, et le SUV dispose d'une console centrale flottante entre les sièges ainsi qu'un écran tactile de 12,8 pouces. Ce concept possède également un toit panoramique en verre.

Smart Concept #1 au salon de Munich 2021
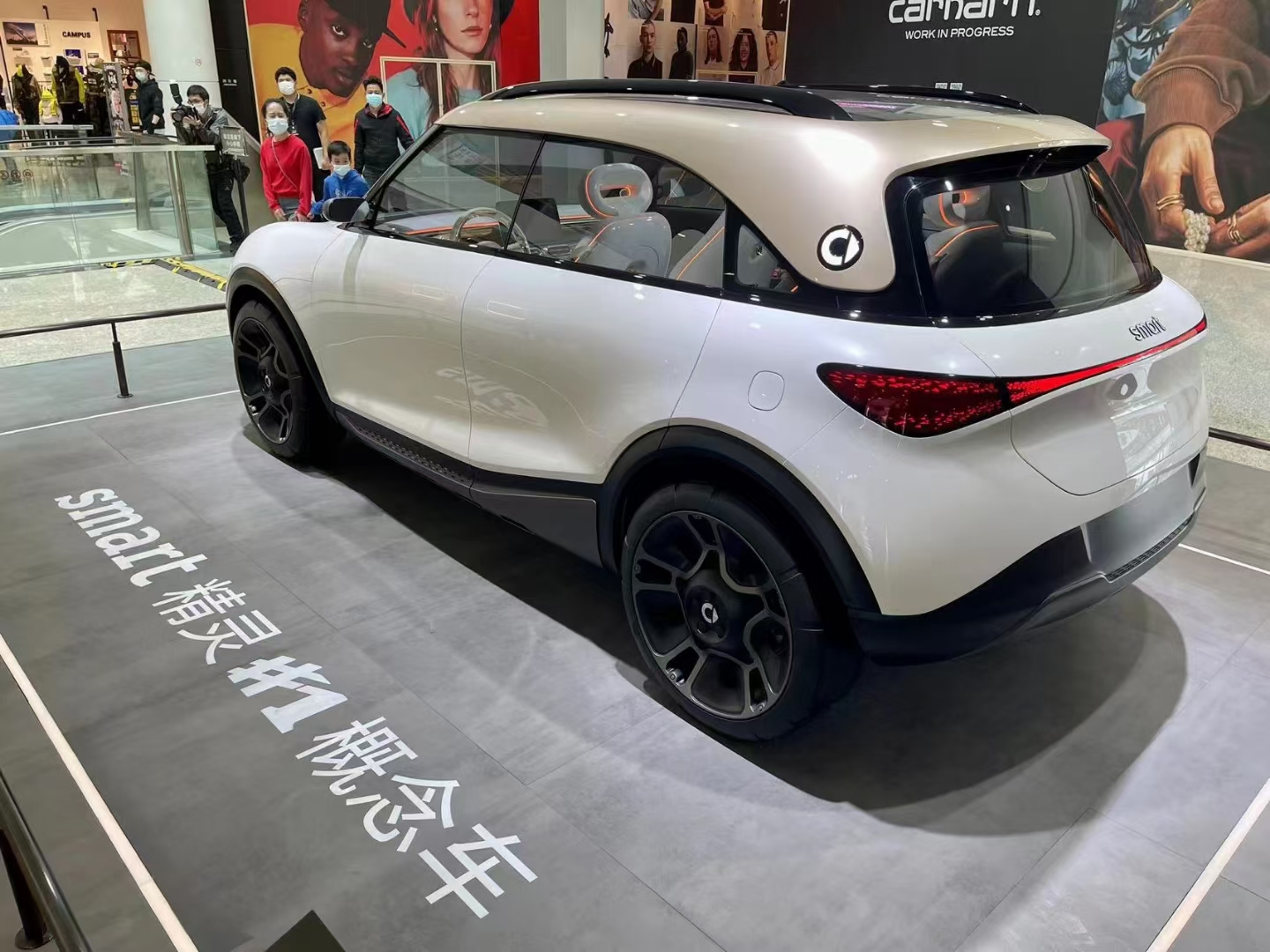
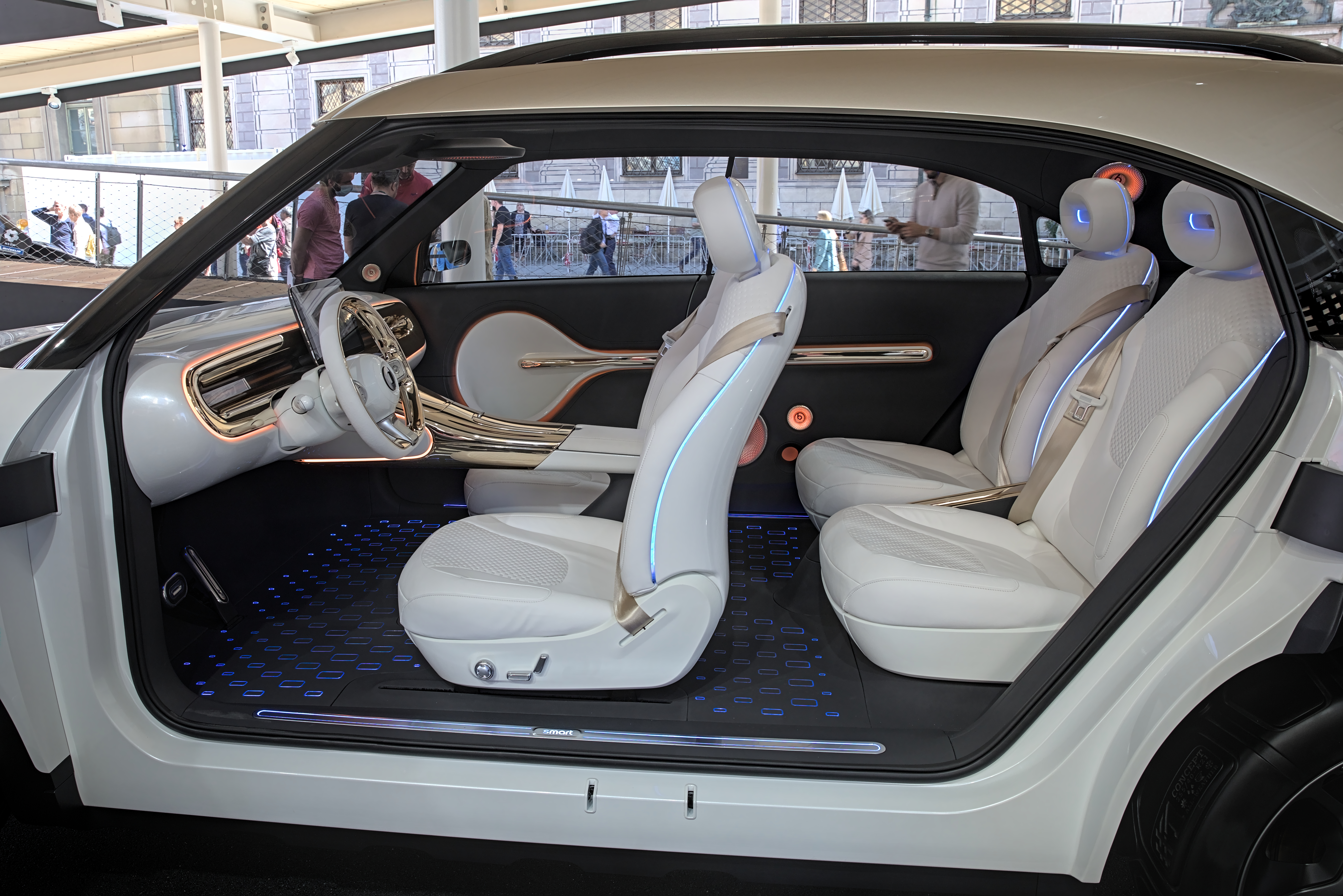
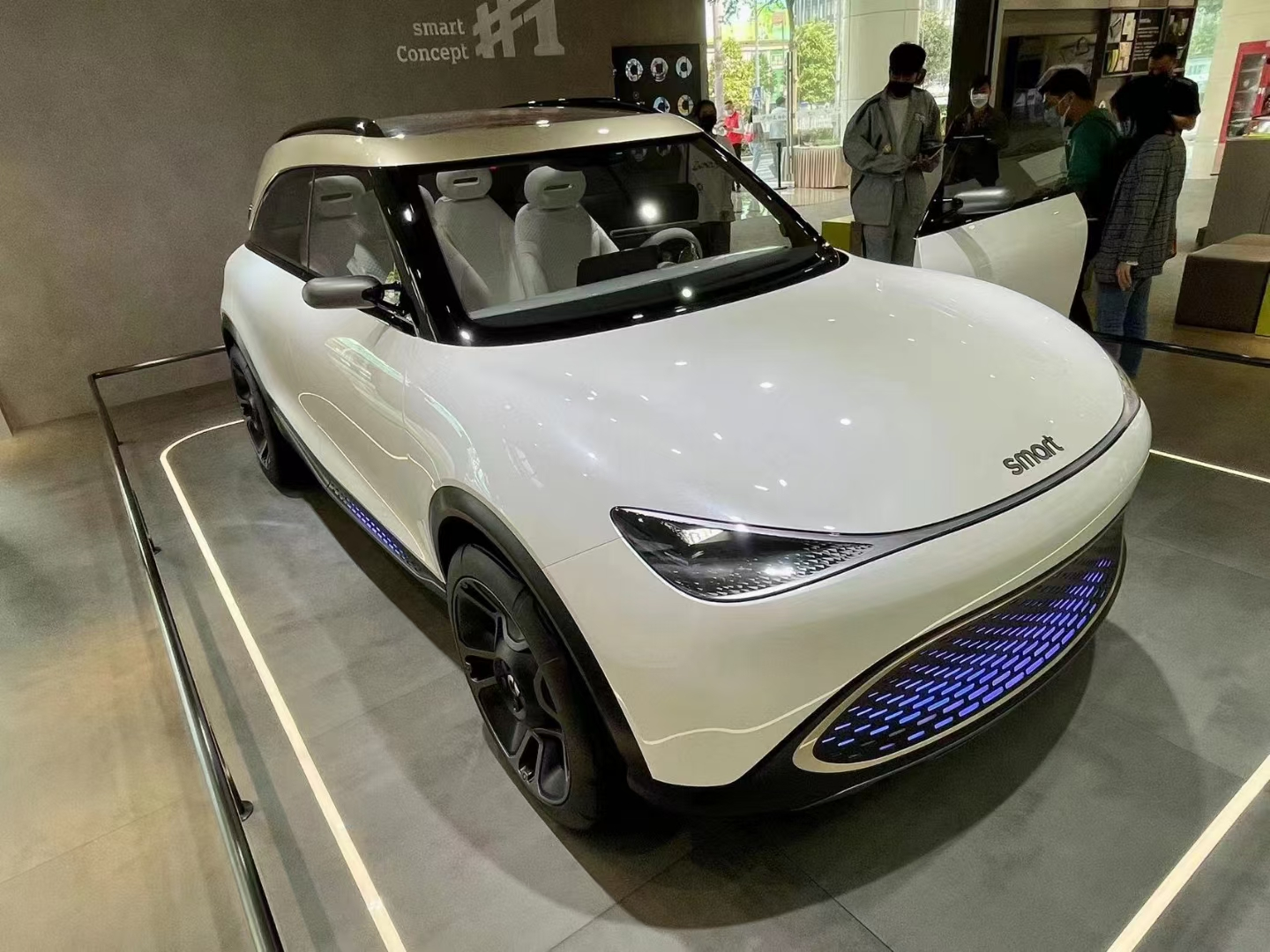

## Récompense
La Smart #1 a remporté le prix Red Dot Award 2023 dans la catégorie « Product Design ».